# Abraham Weinberg
Abraham "Bo" Weinberg (7 de enero de 1900-9 de septiembre de 1935) fue un mafioso neoyorquino de origen judío que se convirtió en un sicario y teniente del jefe pandillero Dutch Schultz durante la época de la Prohibición. A media que Schultz expandía sus operaciones de contrabando de licor en Manhattan, reclutó a Abe Weinberg y su hermano George en su pandilla. Abe Weinberg se convertiría en uno de los principales pistoleros de Schultz durante las guerras de contrabando de licor de Manhattan y era un sospechoso de los asesinatos de pandilleros de alto perfil como Jack "Legs" Diamond, Vincent "Mad Dog" Coll, y el jefe mafioso Salvatore Maranzano.

## Antecedentes
En 1933, Schultz estaba acusado por evasión de impuestos. En vez de enfrentar los cargos, Schultz entró a la clandestinidad y Weinberg asumió el control de sus operaciones criminales. Cuando Schultz regresó de su escondite y logró la absolución de los cargos en su contra, empezó a sospechar que Weinberg, tal como se rumoreaba, había estado negociando secretamente con el jefe mafioso Lucky Luciano y el jefe de Murder, Inc.Louis Buchalter para quedarse con el control de la organización de Schultz.
El 23 de abril de 1935, Bo Weinberg se casó con Anna May Turner. Según el censo de 1930 y el censo de Nueva York de 1925, ella nació entre 1915 y 1916, no en 1912 como aparece en su partida de matrimonio.

## Desaparición
El 9 de septiembre de 1935, Bo Weinberg salió de un club nocturno en Midtown Manhattan y no se le volvió a ver. Reportes contradictorios surgieron sobre la forma en que murió. Los rumores en el bajo mundo dicen que Schultz lo ejecutó personalmente con una pistola automática .45 en una habitación de hotel del Midtown. Por su parte, el abogado de Schultz Dixie Davis reportó haber visto al guardaespaldas de Schultz Lulu Rosenkrantz dispararle en la parte posterior de un automóvil luego de una noche de bebida; Davis luego sostuvo que el disparo podía haber sido accidental. Schultz mismo informó al hermano de Weinberg, George, que "Le han puesto un kimono a Bo (We hadda put a kimono on Bo)". Frase en código de Schultz para indicar que el cadáver de Weinberg había sido metido en cemento y lanzado al río East.

## En la cultura popular
Bo Weinberg sería interpretado en los siguientes filmes:
- Billy Bathgate, 1991, basada en la novela de ficción del mismo nombre de E. L. Doctorow; interpretado por Bruce Willis, en la que Weinberg es mostrado teniendo sus pies encerrados en cemento antes de ser lanzado vivo al río East.
- Gangster Wars, 1981, por Dana Goldstone
- Hit the Dutchman, 1991, por Matt Servitto
- Hoodlum, 1997, por Joe Guzaldo